# خاوی لارا
خاوی لارا (انگلیسی: Javi Lara؛ زادهٔ ۴ دسامبر ۱۹۸۵) بازیکن فوتبال اهل اسپانیا است.
از باشگاه‌هایی که در آن بازی کرده‌است می‌توان به باشگاه فوتبال ایبار، باشگاه فوتبال الچه، باشگاه ورزشی تنریف، و باشگاه فوتبال پومفرادینا اشاره کرد.